# Rallye Frankreich 2012

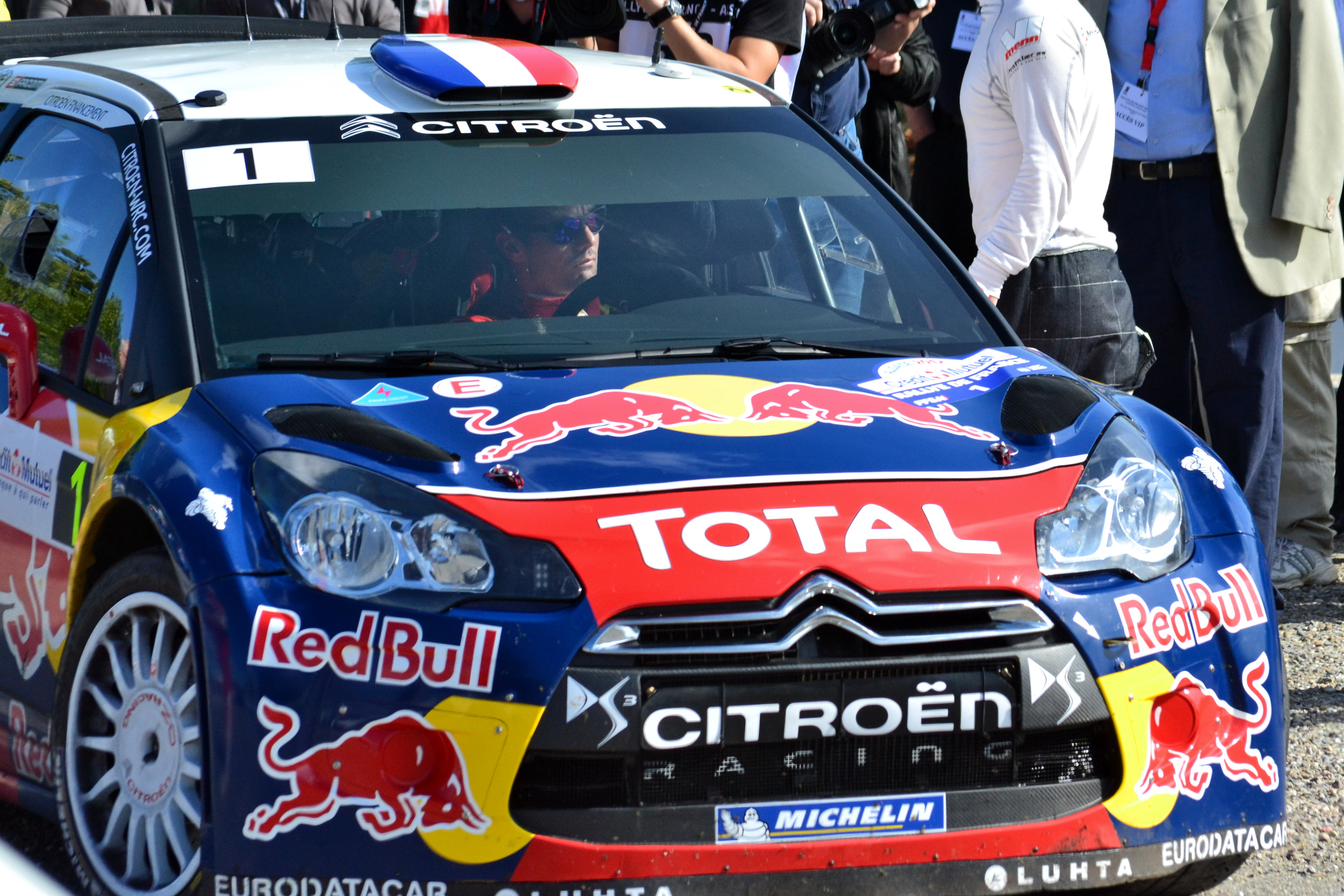
Sébastien Loeb im Citroën DS3 WRC bei der Rallye Frankreich 2012

Die 3. Rallye Frankreich (französisch Rallye de France - Alsace genannt) war der 11 von 13 FIA-Weltmeisterschaftsläufen 2012. Die Rallye bestand aus 22 Wertungsprüfungen und wurde zwischen dem 4. und dem 7. Oktober gefahren.

## Berichte

### 1. Tag (Donnerstag, 4. Oktober)
Bei der ersten und einzigen Wertungsprüfung (3,36 Kilometer) am Donnerstag lag Thierry Neuville (Citroën) in Führung. Dahinter folgten Jari-Matti Latvala (Ford) und Dani Sordo (MINI). Die ersten Zehn klassierten lagen innerhalb von 4,2 Sekunden.

### 2. Tag (Freitag, 5. Oktober)
Nach vier von 22 Wertungsprüfungen lag Sébastien Loeb (Citroën) in Führung, gefolgt von Latvala im Ford Fiesta. In der WP 4 machte Latvala einen Fahrfehler und verlor etwas Zeit. Petter Solberg (Ford) wurde immer schneller und arbeitete sich auf den vierten Platz vor, er lag nach WP 7 nur noch zwei Sekunden hinter Mikko Hirvonen (Citroën). Solberg traf in WP 9 einen Strommasten, er verlor dabei Zeit und das Dorf war ohne Strom für einige Stunden. Die knapp fünf Kilometer lange WP 8 in Mülhausen gewann Latvala, er lag am Ende des Tages 13,1 Sekunden hinter Loeb.

### 3. Tag (Samstag, 6. Oktober)
Loeb setzte sich in den Wertungsprüfungen 9–11 immer mehr ab von der Konkurrenz und verwaltete den Vorsprung während den WPs 13–16. Da Thierry Neuville zu spät zum Start von WP 11 erschienen war, bekam er eine Strafe von 20 Sekunden. Dani Sordo kam dadurch auf den vierten und Mads Østberg auf den fünften Platz. Østberg überholte Sordo bis zum Abend. In der WP 10 kam Nasser Al-Attiyah (Citroën) von der Piste ab und verletzte dabei zwei Zuschauer. Einer der beiden hatte ein gebrochenes Bein, der andere einen gebrochenen Arm zu beklagen. Die Wertungsprüfung 12 musste abgesagt werden, weil der Veranstalter die Sicherheit der Zuschauer nicht mehr gewährleisten konnte. Die Zuschauerräume waren überfüllt.

### 4. Tag (Sonntag, 7. Oktober)
Mit dem Sonntagmorgen kam auch der Regen. Neuville gewann fünf von sechs Wertungsprüfungen, ein WP-Sieg ging an Ott Tänak (Ford). Loeb/Elena hatten die Zeitabstände unter Kontrolle. Sie gewannen die Heimrallye und den Weltmeistertitel 2012. Das Duo feierte den neunten Weltmeisterschaftsgewinn, so viele wie vorher noch niemand. Citroën gewann mit dem DS3 die Herstellerwertung 2012.

## Klassifikationen

### Endresultat
| Rang           | Fahrer               | Beifahrer              | Auto                       | Zeit      | Rückstand | Punkte + Power-Stage |
| WRC            | WRC                  | WRC                    | WRC                        | WRC       | WRC       | WRC                  |
| -------------- | -------------------- | ---------------------- | -------------------------- | --------- | --------- | -------------------- |
| 1              | Sébastien Loeb       | Daniel Elena           | Citroën DS3 WRC            | 3:32:53.0 | 00:00.0   | 25                   |
| 2              | Jari-Matti Latvala   | Miikka Antilla         | Ford Fiesta RS WRC         | 3:33:08.5 | 00:15.5   | 18                   |
| 3              | Mikko Hirvonen       | Jarmo Lehtinen         | Citroën DS3 WRC            | 3:33:37.1 | 00:44.1   | 15                   |
| 4              | Thierry Neuville     | Nicolas Gilsoul        | Citroën DS3 WRC            | 3:34:00.3 | 01:07.3   | 12 + 2               |
| 5              | Mads Østberg         | Jonas Andersson        | Ford Fiesta RS WRC         | 3:34:09.4 | 01:16.4   | 10 + 1               |
| 6              | Ott Tänak            | Kuldar Sikk            | Ford Fiesta RS WRC         | 3:35.20.9 | 02:27.9   | 8 + 3                |
| 7              | Jewgeni Nowikow      | Ilka Minor             | Ford Fiesta RS WRC         | 3:38:44.6 | 05:51.6   | 6                    |
| 8              | Chris Atkinson       | Glenn MacNeall         | Mini John Cooper Works WRC | 3:39:35.4 | 06:42.4   | 4                    |
| 9              | Martin Prokop        | Zdeněk Hrůza           | Ford Fiesta RS WRC         | 3:41:39.8 | 08:46.8   | 2                    |
| 10             | Sébastien Chardonnet | Thibault de la Haye    | Citroën DS3 WRC            | 3:41:52.7 | 08:59.7   | 1                    |
| SWRC           |                      |                        |                            |           |           |                      |
| 1 (17)         | Craig Breen          | Paul Nagle             | Ford Fiesta S2000          | 3:50:11.3 | 00:00.0   | 25                   |
| 2 (18)         | Yazeed Al-Rajhi      | Michael Orr            | Ford Fiesta RRC            | 3:50:48.9 | 00:37.6   | 18                   |
| 3 (24)         | Per-Gunnar Andersson | Emil Axelsson          | Proton Satria Neo S2000    | 4:07:44.1 | 17:32.5   | 15                   |
| 4 (30)         | Andreas Aigner       | Detlef Ruf             | Proton Satria Neo S2000    | 4:10:26.6 | 20:15.3   | 12                   |
| JWRC (Academy) |                      |                        |                            |           |           |                      |
| 1              | Elfyn Evans          | Philip Pugh            | Ford Fiesta R2             | 3:20:42.6 | 00:00.0   | 25 + 3 für WP Sieg   |
| 2              | José Antonio Suárez  | Cándido Carrera        | Ford Fiesta R2             | 3:21:25.1 | 00:42.5   | 18 + 4 für WP Sieg   |
| 3              | John MacCrone        | Stuart Loudon          | Ford Fiesta R2             | 3:22:18.0 | 01:35.4   | 15 + 2 für WP Sieg   |
| 4              | Brendan Reeves       | Rhianon Smyth          | Ford Fiesta R2             | 3:23:49.1 | 03:06.5   | 12 + 1 für WP Sieg   |
| 5              | Fredrik Åhlin        | Morten Erik Abrahamsen | Ford Fiesta R2             | 3:24:18.9 | 03:36.3   | 10 + 1 für WP Sieg   |
| 6              | Pontus Tidemand      | Stig Rune Skjærmoen    | Ford Fiesta R2             | 3:27:57.7 | 07:15.1   | 8 + 2 für WP Sieg    |
| 7              | Timo van der Marel   | Erwin Berkhof          | Ford Fiesta R2             | 3:35:09.8 | 14:27.2   | 6                    |

### Wertungsprüfungen
| Tag                                     | WP                                      | Name                        | Länge    | Start MESZ                        | Gewinner                      | Beifahrer                        | Auto               | Zeit     | Ø km/h | Leader           |
| --------------------------------------- | --------------------------------------- | --------------------------- | -------- | --------------------------------- | ----------------------------- | -------------------------------- | ------------------ | -------- | ------ | ---------------- |
| Tag 1&2 4./5. Okt.                      | WP1                                     | WPS Strasbourg              | 3,63 km  | 16:30                             | Thierry Neuville              | Nicolas Gilsoul                  | Citroën DS3 WRC    | 02:44.7  | 79,34  | Thierry Neuville |
| Tag 1&2 4./5. Okt.                      | Service Strasbourg, 17:03 Uhr (15 Min.) |                             |          |                                   |                               |                                  |                    |          |        | Thierry Neuville |
| Tag 1&2 4./5. Okt.                      | Service Strasbourg, 07:45 Uhr (15 Min.) |                             |          |                                   |                               |                                  |                    |          |        | Thierry Neuville |
| Tag 1&2 4./5. Okt.                      | WP2                                     | Hohlandsbourg – Firstplan 1 | 28,67 km | 09:23                             | Sébastien Loeb                | Daniel Elena                     | Citroën DS3 WRC    | 14:36.1  | 117,81 | Sébastien Loeb   |
| Tag 1&2 4./5. Okt.                      | WP3                                     | Vallée de Munster 1         | 22,16 km | 10:06                             | Sébastien Loeb                | Daniel Elena                     | Citroën DS3 WRC    | 11:18.8  | 117,53 | Sébastien Loeb   |
| Tag 1&2 4./5. Okt.                      | WP4                                     | Soultzeren – Pays Welche 1  | 19,93 km | 11:22                             | Jari-Matti Latvala            | Miikka Antilla                   | Ford Fiesta RS WRC | 09:49.2  | 121,77 | Sébastien Loeb   |
| Tag 1&2 4./5. Okt.                      | Service Strasbourg, 13:15 Uhr (15 Min.) |                             |          |                                   |                               |                                  |                    |          |        | Sébastien Loeb   |
| Tag 1&2 4./5. Okt.                      | WP5                                     | Hohlandsbourg – Firstplan 2 | 28,67 km | 13:56                             | Sébastien Loeb                | Daniel Elena                     | Citroën DS3 WRC    | 14:28.9  | 118,78 | Sébastien Loeb   |
| Tag 1&2 4./5. Okt.                      | WP6                                     | Vallée de Munster 2         | 22,16 km | 14:39                             | Jari-Matti Latvala            | Miikka Antilla                   | Ford Fiesta RS WRC | 11:07.0  | 119,60 | Sébastien Loeb   |
| Tag 1&2 4./5. Okt.                      | WP7                                     | Soultzeren – Pays Welche 2  | 19,93 km | 15:55                             | Sébastien Loeb                | Daniel Elena                     | Citroën DS3 WRC    | 09:44.6  | 122,73 | Sébastien Loeb   |
| Tag 1&2 4./5. Okt.                      | WP8                                     | WPS Mulhouse                | 4,65 km  | 18:35                             | Jari-Matti Latvala            | Miikka Antilla                   | Ford Fiesta RS WRC | 03:37.7  | 76,89  | Sébastien Loeb   |
| Tag 1&2 4./5. Okt.                      | Service Strasbourg, 20:15 Uhr (45 Min.) |                             |          |                                   |                               |                                  |                    |          |        | Sébastien Loeb   |
| Tag 2 6. Okt.                           |                                         |                             |          |                                   |                               |                                  |                    |          |        | Sébastien Loeb   |
| Service Strasbourg, 07:30 Uhr (15 Min.) |                                         |                             |          |                                   |                               |                                  |                    |          |        | Sébastien Loeb   |
| WP9                                     | Massif des Grands Crus – Ungersberg 1   | 18,16 km                    | 08:38    | Sébastien Loeb                    | Daniel Elena                  | Citroën DS3 WRC                  | 10:58.0            | 99,36    |        | Sébastien Loeb   |
| WP10                                    | Pays d’Ormont 1                         | 43,45 km                    | 09:36    | Sébastien Loeb                    | Daniel Elena                  | Citroën DS3 WRC                  | 23:20.0            | 111,73   |        | Sébastien Loeb   |
| WP11                                    | Pays de la Haute Bruche 1               | 24,04 km                    | 10:47    | Jari-Matti Latvala                | Miikka Antilla                | Ford Fiesta RS WRC               | 11:13.1            | 128,58   |        | Sébastien Loeb   |
| WP12                                    | Klevener 1                              | 10,75 km                    | 11:45    | abgesagt                          | abgesagt                      | abgesagt                         | abgesagt           | abgesagt |        | Sébastien Loeb   |
| Service Strasbourg, 13:15 Uhr (30 Min.) |                                         |                             |          |                                   |                               |                                  |                    |          |        | Sébastien Loeb   |
| WP13                                    | Massif des Grands Crus – Ungersberg 2   | 18,16 km                    | 14:38    | Mikko Hirvonen Jari-Matti Latvala | Jarmo Lehtinen Miikka Antilla | Citroën DS WRCFord Fiesta RS WRC | 10:53.8            | 99,99    |        | Sébastien Loeb   |
| WP14                                    | Pays d’Ormont 2                         | 43,45 km                    | 15:36    | Sébastien Loeb                    | Daniel Elena                  | Citroën DS3 WRC                  | 23:09.9            | 112,54   |        | Sébastien Loeb   |
| WP15                                    | Pays de la Haute Bruche 2               | 24,04 km                    | 16:47    | Sébastien Loeb                    | Daniel Elena                  | Citroën DS3 WRC                  | 11:10.8            | 129,02   |        | Sébastien Loeb   |
| WP16                                    | Klevener 2                              | 10,75 km                    | 17:45    | Jari-Matti Latvala                | Miikka Antilla                | Ford Fiesta RS WRC               | 06:08.4            | 105,05   |        | Sébastien Loeb   |
| Service Strasbourg, 18:45 Uhr (45 Min.) |                                         |                             |          |                                   |                               |                                  |                    |          |        | Sébastien Loeb   |
| Tag 3 7. Okt.                           |                                         |                             |          |                                   |                               |                                  |                    |          |        |                  |
| Service Strasbourg, 07:50 Uhr (15 Min.) |                                         |                             |          |                                   |                               |                                  |                    |          |        |                  |
| WP17                                    | Vignoble de Cleebourg 1                 | 17,08 km                    | 09:23    | Thierry Neuville                  | Nicolas Gilsoul               | Citroën DS3 WRC                  | 10:11.7            | 100,52   |        |                  |
| WP18                                    | Bischwiller – Gries 1                   | 7,95 km                     | 10:46    | Thierry Neuville                  | Nicolas Gilsoul               | Citroën DS3 WRC                  | 04:19.2            | 110,42   |        |                  |
| WP19                                    | WPS Haguenau 1                          | 5,74 km                     | 11:16    | Thierry Neuville                  | Nicolas Gilsoul               | Citroën DS3 WRC                  | 04:16.2            | 80,66    |        |                  |
| WP20                                    | Vignoble de Cleebourg 2 (Power-Stage)   | 17,08 km                    | 12:44    | Ott Tänak                         | Kuldar Sikk                   | Ford Fiesta RS WRC               | 10:24.0            | 98,54    |        |                  |
| WP21                                    | Bischwiller – Gries 2                   | 7,95 km                     | 14:07    | Thierry Neuville                  | Nicolas Gilsoul               | Citroën DS3 WRC                  | 04:16.8            | 111,45   |        |                  |
| WP22                                    | WP Haguenau 2                           | 5,74 km                     | 14:37    | Thierry Neuville                  | Nicolas Gilsoul               | Citroën DS3 WRC                  | 04:03.7            | 84,79    |        |                  |
| Service Strasbourg, 15:35 Uhr (10 Min.) |                                         |                             |          |                                   |                               |                                  |                    |          |        |                  |

### Gewinner Wertungsprüfungen
| WP                        | Anzahl | Fahrer             | Auto               |
| ------------------------- | ------ | ------------------ | ------------------ |
| 2, 3, 5, 7, 9, 10, 14, 15 | 8      | Sébastien Loeb     | Citroën DS3 WRC    |
| 4, 6, 8, 11, 13, 16       | 6      | Jari-Matti Latvala | Ford Fiesta RS WRC |
| 1, 17–19, 21, 22          | 6      | Thierry Neuville   | Citroën DS3 WRC    |
| 13                        | 1      | Mikko Hirvonen     | Citroën DS3 WRC    |
| 20                        | 1      | Ott Tänak          | Ford Fiesta RS WRC |

### Fahrer-WM nach der Rallye
| Pos. | Fahrer             | Punkte |
| ---- | ------------------ | ------ |
| 1    | Sébastien Loeb     | 244    |
| 2    | Mikko Hirvonen     | 173    |
| 3    | Jari-Matti Latvala | 131    |
| 4    | Mads Østberg       | 125    |
| 5    | Petter Solberg     | 119    |

### Team-Weltmeisterschaft
| Pos. | Team             | Punkte |
| ---- | ---------------- | ------ |
| 1    | Citroën WRT      | 388    |
| 2    | Ford WRT         | 259    |
| 3    | M-Sport Ford WRT | 137    |